# Haitianische Staatsangehörigkeit
Die haitianische Staatsangehörigkeit  bestimmt die Zugehörigkeit einer Person zu  Haiti mit den zugehörigen Rechten und Pflichten.
Der Staatsangehörigkeitserwerb ab Geburt erfolgt vor allem nach dem Abstammungsprinzip, bis 1974 primär über den Vater, kombiniert mit einer rassistisch eingeschränkten Version des Geburtsortsprinzips (ius soli).

## Historisches

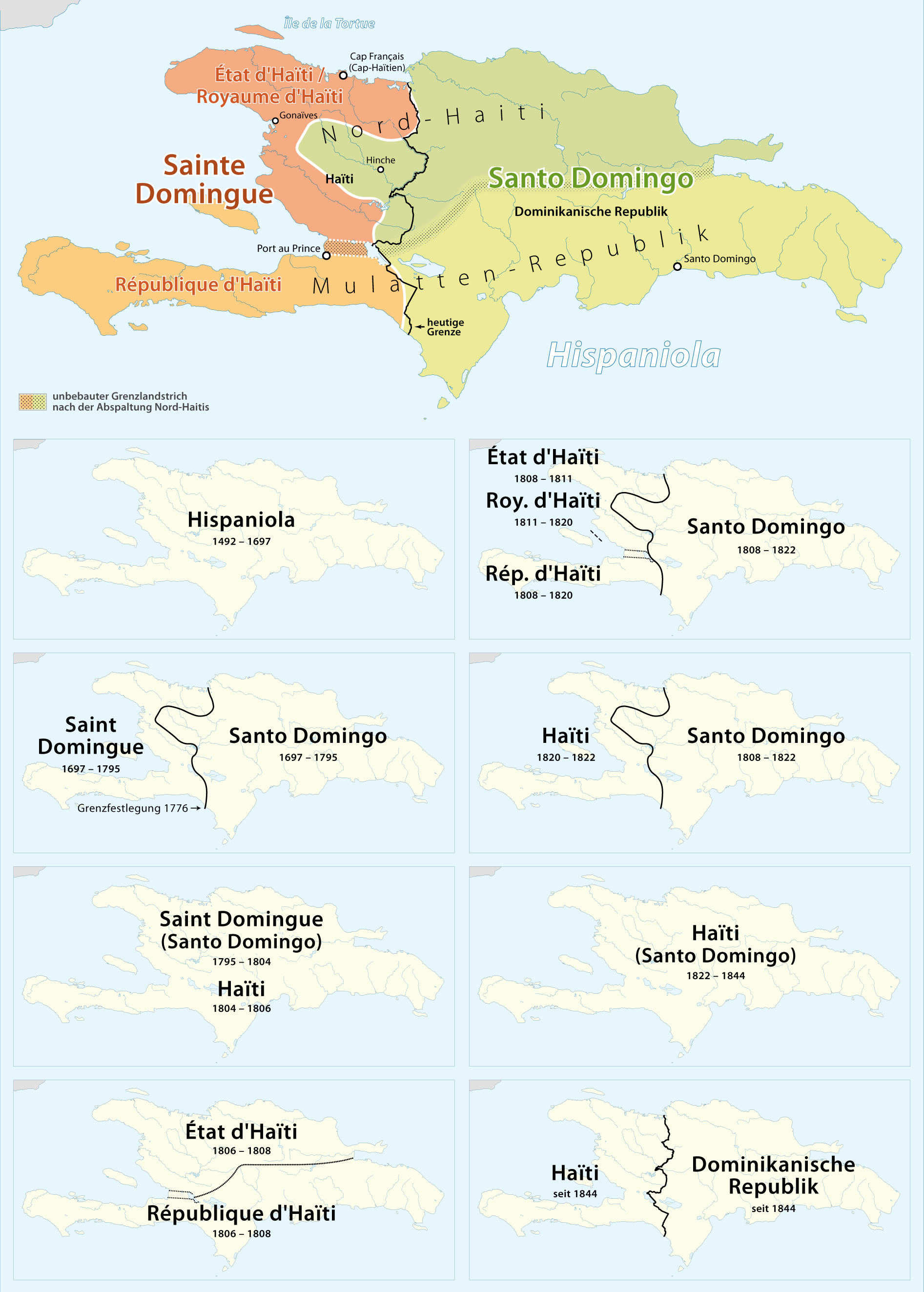
Gebietsentwicklung auf der Insel Hispaniola in der ersten Hälfte des 19. Jahrhunderts

Das moderne Haiti. Die Grenzen sind seit 1844 fast unverändert.

Bei den nachfolgenden Ausführungen ist zu beachten, dass Haiti mit wenigen Unterbrechungen ein fragiles Staatswesen war. Auch heute ist Rechtsstaatlichkeit ein Problem. Die Verwaltungspraxis war und ist zutiefst korrupt, im Februar 2023 erfüllte man mangels gewählter Repräsentanten die Definition eines “failed state”. Bis heute enthalten Gesetze Benachteiligung aus rassischen Gründen.
Getreu dem Vorbild der Französischen Revolution, deren Modernisierung des Rechtswesens rezipiert wurde, sind in Haiti grundlegende Fragen der Staatsangehörigkeit in der Verfassung geregelt. Man orientierte sich konkret an den Regelungen der ersten französischen Revolutionsverfassung von 1791. Das bürgerliche Gesetzbuch orientierte sich am Code Napoléon und dessen Vorschriften über Personen in Buch I.
Toussaint Louverture verkündete 1801 die Aufhebung der Sklaverei, sein Nachfolger Jean-Jacques Dessalines vollendete zum 1. Januar 1804 die Revolution und Unabhängigkeit. Die meisten der verbliebenen Weißen, 3000–5000, wurden im April 1804 massakriert. Offiziell von der Einbürgerung und dem Recht auf Grundbesitz wurden sie 1843 ausgeschlossen. Es gab in geringem Umfang Zuwanderung befreiter Negersklaven aus dem Süden der USA.
Gemäß der Verfassung 1816 wurde jeder im Ausland geborene Mann afrikanischer oder indianischer Rasse, der ein Jahr im Lande lebte, hierdurch haitianischer Bürger (ius domicilii).
Im ausgehenden 19. Jahrhundert sind die Staatsangehörigkeitsregeln, die im Kern wenig verändert wurden, in die Verfassungstexte geschrieben. Insofern hierbei Personenstandfragen eine Rolle spielen, wird auf das Zivilgesetzbuch verwiesen. 1907 erging ein erstes Staatsangehörigkeitsgesetz, in den Verfassungen findet sich danach oft der Satz „Einbürgerungen richten sich nach den Gesetzen.“ Gewisse grundlegende Definitionen über was einen (gebürtiger) Haitianer ausmacht blieben in den Verfassungen.
Die gesetzliche Regelung des Staatsangehörigkeitsgesetzes 1907 übernahm die älteren Verfassungsbestimmungen bezüglich Definition eines „Haitianers ab Geburt“ fast wortwörtlich:
- alle in Haiti Geborenen, oder alle anderswo Geborenen, sofern sie haitianische Eltern haben, oder
- alle in Haiti geborenen Kinder eines ausländischen Vaters oder uneheliche Kinder, sofern sie afrikanischer Rassezugehörigkeit sind, oder
- alle, die unter bisherigen Regeln Haitianer waren.
- Seit 1935 nach Erklärung vor dem Standesbeamten, nach Eintritt der Volljährigkeit: gewisse im Inland geborene Staatenlose, falls afrikanischer Rasse.

Haiti war 1915 bis 31. Juli 1934 und wieder 1994–95 von den USA besetzt. Die Amerikaner hielten sich ihnen genehmen Präsidenten, veranstalteten wie überall, wo sie einmarschieren, einige Massaker, beschränkten sich aber ansonsten auf Kontrolle der Wirtschaft, so dass keine staatsangehörigkeitsrechtlichen Fragen aufgeworfen wurden. 1930 hatte Haiti 2,29 Mio. Einwohner. Als politische Reaktion gewann in den 1920ern der haitianische Indigénisme an Beliebtheit, was von den noiristes in eine Blut-und-Boden-Ideologie fortentwickelt wurde, die innerhalb der herrschenden Klasse, einer Gruppe von wohlhabenden Kreolensippen und dadurch auch im geltenden Recht seinen Niederschlag fand. Diese Strukturen wurden erst unter der Regierung der Duvaliers zerschlagen.
Hinsichtlich des Status von Frauen folgte man dem international üblichen Prinzip der Familieneinheit, d. h. bei Einbürgerung eines Mannes wurden seine Ehefrau und minderjährige, unverheiratete Kinder automatisch mit eingebürgert. Ab 1942 verloren Haitianerinnen ihre Staatsbürgerschaft nicht mehr automatisch durch Ausländerheirat, d. h. es gab Gleichberechtigung der beiden biologischen Geschlechter. Hatten sie dergestalt ihre Staatsangehörigkeit verloren gehabt, konnten sie diese durch einfache Erklärung beim Staatsanwalt wieder aufnehmen. Vorher ging das nur nach Eheende im Rahmen normaler Einbürgerung.
In den die Staatsangehörigkeit betreffenden Artikeln der Verfassungen 1957 und wieder 1987 verweist man weiterhin vor allem auf gesetzliche Regelungen.
Prinzipiell gilt die Geburtsurkunde als Nachweisinstrument für die Staatsangehörigkeit. Entsprechende Unterlagen beantragt man beim Nationalarchiv. Für die Fälle, dass eine Anmeldung der Geburt nicht erfolgte, man schätzte 2010 deren Zahl auf etwa ein Zehntel, gibt es ein gerichtliches Verfahren dies nachzuholen. Für Kinder bis zwei Jahren (z. B. bei Auslandsgeburt) kann die „verspätete Eintragung der Geburt“ (déclaration tardive de naissance) beim Nationalarchiv beantragt werden.
Ab 1974 definierte man als Haitianer
- alle Kinder haitianischer Väter, egal wo geboren.
- alle Kinder haitianischer Mütter, egal wo geboren, sofern keine Vaterschaftserklärung vorlag.[13]
- alle in Haiti geborenen Kinder afrikanischer Rasse mit ausländischen Vätern, oder falls unbekannt bzw. von diesen nicht anerkannt, ausländischer Mütter.[14]
- nach Erklärung vor dem Standesbeamten: alle im Inland geborene Kinder deren Eltern unbekannt oder Kinder, bei denen die Staatsangehörigkeit von Vater oder Mutter unbekannt sind. Sollte vor Erreichen der Volljährigkeit des Kindes die Staatsangehörigkeit der Elternteile geklärt werden können erhält das Kind ausländische Staatsbürgerschaft wieder, außer es handelt sich um Angehörige der afrikanischen Rasse (gem. vorheriger Regel).
- durch Erklärung bei der Staatsanwaltschaft (Parquet du Tribunal Civil) innerhalb eines Jahres nach Erreichen der Volljährigkeit: Kinder nicht-afrikanischer Rasse von in Haiti lebenden Ausländern, wenn jene schon in Haiti geboren waren („doppeltes ius soli“). Außerdem im Ausland geborene Kinder mit ausländischem Vater und haitianischer Mutter nach Wohnsitznahme im Inland (als Volljährige).

Verlustgründe
sind im Kern seit dem 19. Jahrhundert unverändert:
- freiwillige Annahme einer fremden Staatsangehörigkeit (Aufgabeerklärung heute nur möglich bei Auslandswohnsitz), oder
- ungenehmigte Annahme einer ausländischen Beamtenstelle oder Pension, oder
- Unterstützung von Feinden der Republik usw.[15]
- bis 1942: Heirat einer Haitianerin mit einem Ausländer. Danach nur noch wenn sie freiwillig die Staatsangehörigkeit des Mannes annimmt.
- ungenehmigter, mehr als drei [1907–57 fünf] Jahre dauernder Auslandsaufenthalt eines Eingebürgerten.[16]

## Einbürgerungen
Ein erstes Staatsangehörigkeitsgesetz verabschiedete man 1907. Eingebürgerte waren fünf [später zehn] Jahre von politischen Rechten ausgeschlossen.
Einbürgerungsvoraussetzungen in den 1940er Jahren waren
- Wohnsitz im Lande: 10 Jahre [verlängert von früher 5], oder
- 5 Jahre im Staatsdienst.
- Wartefrist 1 Jahr:
  - für mit Haitianerinnen verheiratete Männer [ab 1940: 5 Jahre] oder
  - um das Land verdiente Personen vor allem wirtschaftlicher Art.

Einbürgerungen regelte man ab 1935 primär in den Ausländergesetzen. Wesentliche Änderung gab es bis 1974 nicht.
Die Zuständigkeit des Verfahrens liegt beim Justizministerium, das beim Innenministerium um Stellungnahme hinsichtlich Vorstrafen nachfragt und, bei positivem Vorbescheid, dem Präsidenten die Einbürgerung vorschlägt. Bevor dessen Zustimmung (arrêté du Président de la République) im offiziellen Gesetzblatt Moniteur veröffentlicht wird, hat der Antragsteller einen Treueeid bei seinem örtlichen Zivilgericht zu leisten.
Seit 1935 konnten gewisse im Lande geborene Personen, sofern sie schwarzer Hautfarbe waren, beim örtlichen Staatsanwalt für die haitianische Staatsbürgerschaft optieren. Diese Option war 1941–61 gebührenfrei.

In der Gesetzesänderung 1940 und explizit nochmal in der Verfassung vom 25. Nov. 1950 wurden Eingebürgerte wieder für zehn Jahre von politischen Rechten ausgeschlossen.
Einbürgerungsvoraussetzungen ab 1957
- bis 1974:
  - 10 Jahre zusammenhängender Wohnsitz im Lande, nachzuweisen durch richterliches certificat de résidence[21][22]
  - verkürzt auf fünf Jahre für katholische Priester oder mit Haitianerinnen verheiratete Männer, falls die Ehe mindestens drei Jahre bestanden hat.
  - Gebührenzahlung
- seit 1974:
  - 10 Jahre zusammenhängender Wohnsitz im Lande,
  - verkürzt auf 2 Jahre für mit Haitianerinnen verheiratete Männer oder solche, die sich für das Land verdient gemacht haben.
  - durch Erklärung bei der Staatsanwaltschaft: Ausländer, die mindestens 5 Jahre als Zivilbeamter oder Militär dienten.
  - durch Erklärung bei der Staatsanwaltschaft: Haitianerinnen, die bei Ausländerhochzeit im Ausland eine fremde Staatsbürgerschaft erworben haben, wenn ihr Ehemann sich in Haiti einbürgern lässt. Volljährige Kinder aus solchen Beziehungen ohne Wartefrist, auch wenn der Vater zwischenzeitlich verstarb.
  - durch Erklärung bei der Staatsanwaltschaft: im Ausland geborene noch minderjährige Kinder einer zur Witwe gewordenen Haitianerin.
  - bei Fristversäumnis oder Härtefällen durch ausdrückliche Genehmigung des Präsidenten.

Eingebürgerte sind die ersten fünf Jahre von politischen Rechten ausgeschlossen. Dies gilt nicht für Jugendliche, die innerhalb eines Jahres nach Volljährigkeit zum Wehrdienst antreten.
Adoptionen haben keine Auswirkung auf die Staatsbürgerschaft.

## Mehrstaatlichkeit
Das bisherige Verbot der Mehrstaatlichkeit wurde in die neue Verfassung 1987 aufgenommen.
Dies wurde in der Verfassung 2012 geändert, mehrere Staatsbürgerschaften sind seitdem erlaubt. Haitianer, die aufgrund der älteren Regeln ihre Staatsangehörigkeit verloren hatten, können diese auf Antrag mit entsprechenden Nachweisen wieder aufnehmen.
Die seit 2021 geplante, aber wegen CoViD mehrfach verschobene Volksabstimmung über die Verfassung 2023 soll es Doppelstaatlern gestatten hohe Staatsämter ausüben zu dürfen. Auch sollen fünf Prozent der Parlamentssitze für Auslandshaitianer reserviert werden.

## Diaspora
Auslandsgeburten haitianischer Kinder sind konsularisch anzumelden. In den 2010ern leben rund 3½ Millionen Haitianer im Ausland. Davon in USA 1.084.055 (Volkszählung 2012) davon offiziell ca. 150.000 geschätzt bis 400.000 in New York, Chile 185.865 (2019; wg. visumfreier Einreise in den 2010ern), Kanada 178.990 (2023), Brasilien 125.535, Mexiko 72.000; Bahamas (20-25 % der Bevölkerung). Dazu im eigentlichen Frankreich 62.448 (Volkszählung, geschätzt 86.000) und etwa doppelt so viele in überseeischen Besitzungen.
Eine große Gruppe Haiti-stämmiger lebt auf Kuba. Dorthin gelangten, als beide Inseln amerikanisch besetzt waren, tausende Hilfsarbeiter für Kaffeeplantagen. Viele waren Saisonarbeiter, etliche wurden in der Weltwirtschaftskrise ausgewiesen.
Dominikanische Republik
Das Verhältnis der beiden Staaten auf Hispaniola ist seit den gegenseitigen Dominanzversuchen bald nach Erringen der Unabhängigkeit immer schwierig gewesen. Präsident Rafael Trujillo ließ in der nördlichen Grenzregion 1937 bei einem Massaker 15-30.000 Haitianer töten, bevorzugt geköpft mit Macheten.
Ein besonderes Problem stellt die Staatsangehörigkeit haitianischer Gastarbeiterkinder in der dominikanischen Republik dar. Die niedrigste Schätzung für haitianischer Zuwanderer liegt 2010 bei einer halben Million. Schon ihre Eltern arbeiteten zu tausenden in der dominikanischen Plantagenwirtschaft, oft ohne Papiere. Aufgrund der 1865 bis 2010 geltenden ius soli-Regel waren alle hier geborenen Kinder automatisch dominikanische Staatsbürger. Nach der Verfassungs- und Gesetzesänderung wurden amtlicherseits auch Ausweispapiere von ihnen und der Nachfahren eingezogen und oft vor ihren Augen vernichtet, sie selbst zu „abzuschiebenden Ausländern“ erklärt.
Der dominikanische Verfassungsgerichtshof stimmte der Praxis der rückwärtigen Aberkennung bis 1929 zu. Dagegen war der Interamerikanische Gerichtshof für Menschenrechte schnell dabei dieses Vorgehen zu verurteilen, so dass die Dominikanische Republik sich aus dessen Rechtssprechung bezüglich Staatsangehörigkeitssachen zurückzog. Nach zähem Hin-und-Her wurde durch eine neuerliche Gesetzesänderung 2015 die Staatsbürgerschaften von nur denjenigen Betroffenen wieder hergestellt, die ordentlich registriert gewesen waren. Das betraf etwa die Hälfte der staatenlos gemachten.